# 日本インターネット報道協会
日本インターネット報道協会 （にほんインターネットほうどうきょうかい、英：Internet News Association of Japan）は、公衆ネットワーク（インターネット）を利用した報道コンテンツの品質向上と会員相互の交流を図っているインターネットメディアで構成される業界団体である。一般社団法人であるが、専従職員はおらず、会員各社でのつながりをもつ。
ネットメディアが国会や省庁に立ち入って取材を行う場合、必ずしも協会の加盟が必須条件とはならない。国会事務局は一部加盟社に対して、国会記者証（取材許可証）を貸与している。
個人会員の規定はあるが「現時点では事務処理が追いつかないため、当面は個人会員の受け入れは保留」としている。

## 法人格
- 一般社団法人
- 代表理事：元木昌彦（「オフィス元木」代表）
- 理事：神保哲生、高橋薫、工藤博司、
- 監事：蜷川真夫
- 住所：東京都品川区上大崎2丁目24番18号ストークマンション目黒401日本ビデオニュース気付[1]

## 活動内容
- 講演会やシンポジウムの開催
- 優秀なコンテンツ、顕著な活動に対する表彰
- 会員相互間、他団体との交流促進
- 公衆ネットワーク技術、コンテンツの品質向上に関する研究
- 公衆ネットワークに関する相談や提言
- 関係企業・団体・官庁との連絡・調整

## 会員
正会員は報道コンテンツを作成し、ネット配信する法人または個人。準会員は会の趣旨に賛同し、運営に協力する法人または個人である。共に年会費を徴収する。
現在の法人会員
出典：
- ジェイ・キャスト（J-CAST）
- 日本ビデオニュース（ビデオニュース・ドットコム）
- ドワンゴ（ニコニコ動画、ニコニコ生放送）
- WoodStock（高校野球情報ドットコム）
- 東京産業新聞社（ガジェット通信）
- データ・マックス
- 日本文化チャンネル桜
- アドバンスニュース
- LINEヤフー
- エムスリー
- Creative2
- オリコンNewS（ORICON NEWS）
- ジャパンフォワード推進機構
- ソーシャルラボ
- Act UP
- インディペンデント・ウェブ・ジャーナル

## 沿革
- 2008年（平成20年）8月1日 - 設立。発足時の会員は、ジェイ・キャスト、日本ビデオニュース、オーマイニュース、JanJan（日本インターネット新聞）、ベリタ、オフィス元木[3][4]。

- 2009年（平成21年）9月 - 外務省の記者会見オープン化の対象に指定される[5]。
- 2010年（平成22年）1月 - 総務省の記者会見オープン化の対象に指定される。
- 2012年（平成24年）6月 - 東京産業新聞社が加わる[6]。

## 記者会見オープン化
発足当時外務大臣であった岡田克也は、選定理由について「一定の実績を持った協会」だからと述べている。
2009年10月19日、ネット系のニュース会社MyNewsJapanは「既得権団体そのものである日本新聞協会と同列の団体」だと批判した。